# Cyphostemma leandrii
Cyphostemma leandrii är en vinväxtart som beskrevs av Descoings. Cyphostemma leandrii ingår i släktet Cyphostemma och familjen vinväxter. Inga underarter finns listade i Catalogue of Life.